# پلیس بورلی هیلز ۲
پلیس بورلی هیلز ۲ (به انگلیسی: Beverly Hills Cop II) فیلمی کمدی-پلیسی محصول سال ۱۹۸۷ آمریکا به کارگردانی تونی اسکات است. این فیلم دومین قسمت از سری فیلمهای پلیس بورلی هیلز است. در این فیلم بازیگرانی همچون ادی مورفی، جاج رینهولد، رونی کوکس، جان اشتون، یورگن پراخنو، بریگیته نیلسن، دین استاکول، آلن گارفیلد، پل رایزر، گیل هیل، تام باور، پل گویلفویل، تام لیستر جونیور، کریس راک، هیو هفنر، اولاً ری، گیلبرت گوتفرید، رابرت پاستریولی ایفای نقش کرده‌اند.